# 노스롭 YB-49
노스롭 YB-49(Northrop Yb-49)는 제2차 세계 대전 직후 노스롭 사가 미국 공군을 위해 개발한 제트 엔진을 사용한 전익기 형태의 중량 폭격기 시제기이다. YB-49는 피스톤 엔진을 사용하여 제작된 노스롭 XB-35와 YB-35 전익기를 제트 엔진으로 개발한 것인데, 실제로 YB-49 2대는 YB-35 시험 기체를 개조해서 만든 것이다. YB-49는, 차기 전략폭격기 선정 프로젝트에서 보다 더 일반적인 형태이긴 하지만 구식인 프로펠러 설계의 컨베어 B-36 피스메이커에게 패하여, 제트 엔진을 사용한 전익기는 양산되지 못하였다. 하지만, 레이다의 감지를 어렵게하는 기체 설계라는 개념 자체는, 후에 스텔스기로 알려진 B-2 스피릿 개발에 활용되었다.

## 설계 및 개발
1944년 YB-35 전익기 개발 계획은 예정보다 진행이 늦어지는데다 피스톤 엔진을 사용한 프로펠러 전투기 시대가 막을 내리면서, YB-35 200기의 양산 주문 계약은 그 해 5월에 취소되었다. 비록 개발 계획 자체는 취소되긴 했지만, 전익기라고 하는 개념 자체에는 흥미를 가지고 있던 공군은 시험 제작기에 의한 실험은 계속하기로 했다. 공군은 노스롭사에게 YB-35 중 2기에 대해서는 제트 엔진을 사용한 추진체로 전환할 것을 지시하였다.
제트 엔진을 사용한 YB-49는 1947년 10월 21일에 첫비행에 성공하여, 피스톤 엔진을 사용한 것보다 제트 엔진을 사용한 것이 더 유망성이 있음을 실증하게 되었다. YB-49는 40,000 ft(12,200 m) 이상의 고공을 6시간에 걸쳐 비행하는 비공식적인 체공 기록과 캘리포니아주의 뮤락 공군 기지로부터 워싱턴 D.C. 근처의 앤드류스 공군 기지까지 4시간 20분에 비행하는 대륙 횡단 속도 기록을 달성했다.

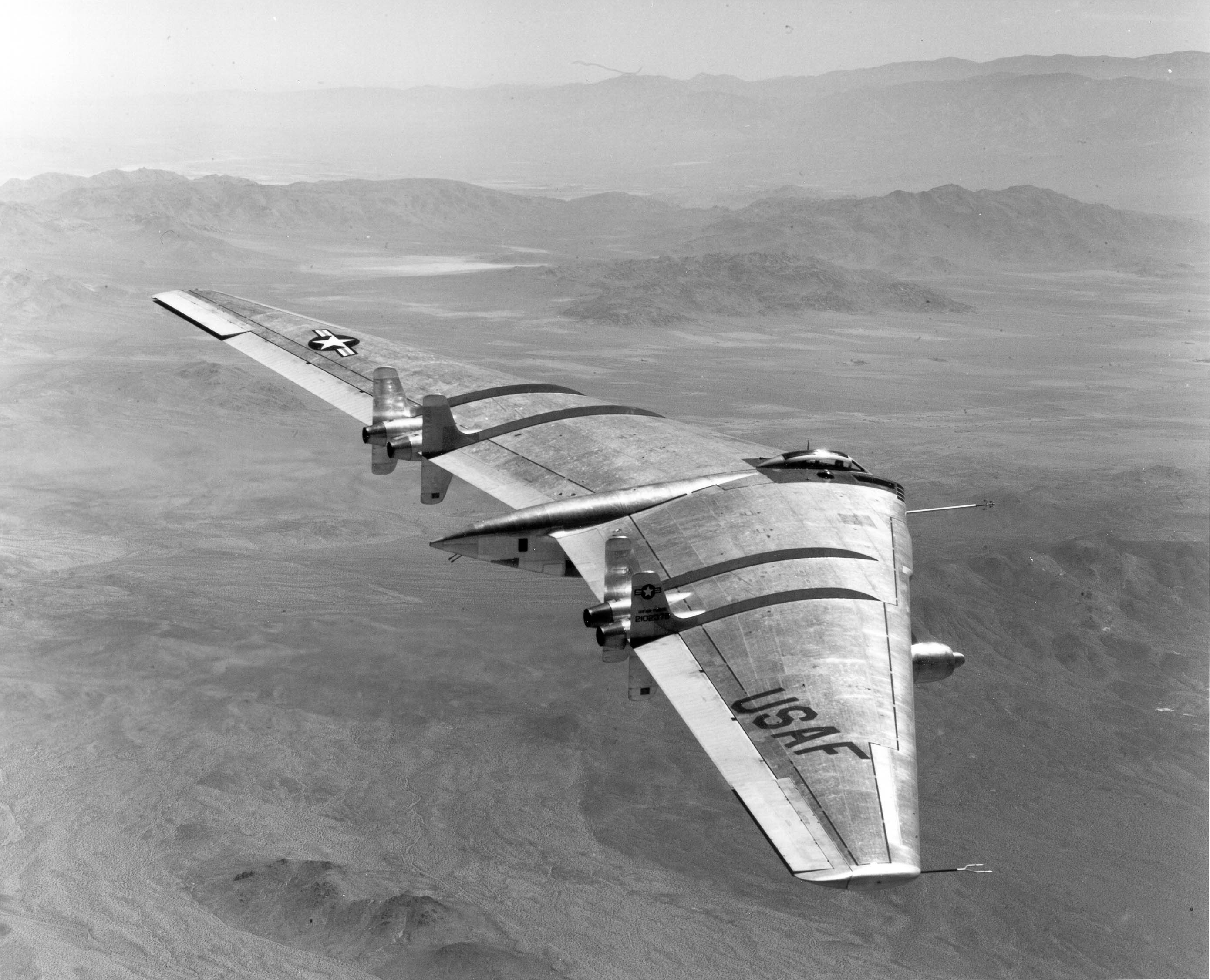
비행중인 YB-49

한편, 제트화에 의한 폐해도 존재했다. 초기의 제트 엔진은 성능이 조악했기 때문에 항속 거리가 큰 폭으로 짧아지거나 조종이 어려워진다거나 하는 문제들이 발생했다. 그중에서도 가장 최악의 것은 바로 항공 사고였다. YB-49 시험 제작기 1기는 1948년 6월 5일의 시험 비행중 사고에 의해서 소실되어 조종사 글렌 에드워즈 대위 등 승무원 5명 전원이 사망했다.(에드워즈 공군 기지는 그를 기념하여 이름이 붙여졌다.) 사고 원인은 완전히 해명되어 있지는 않지만, 심각한 구조적 결함이 존재했다고 여겨졌다.
공기 역학의 전문가 등은 후에 이 불안정성을 설명하는 이론을 제시했다. 먼저, YB-49는 YB-35로부터 왕복기관 구동의 프로펠러를 제외해 제트 엔진 추진으로 개조한 것이지만, 프로펠러 피스톤 엔진을 제트 엔진으로 개조할 때에는 날개를 완전히 다시 설계해야 함에도 불구하고 날개를 완전히 재설계하지 않아서 YB-49가 불안정해졌다고 한다. 개조되기 전의 YB-35는 작동중인 프로펠러가 만드는 회전면이 기류에 대해서 일종의 안정판으로서 기능했지만, 날개 재설계없이 제트 엔진으로 개조된 YB-49는 이러한 기능이 없어 불안정성의 문제가 생겼던 것이라고 지적하였다.

## 운영 역사

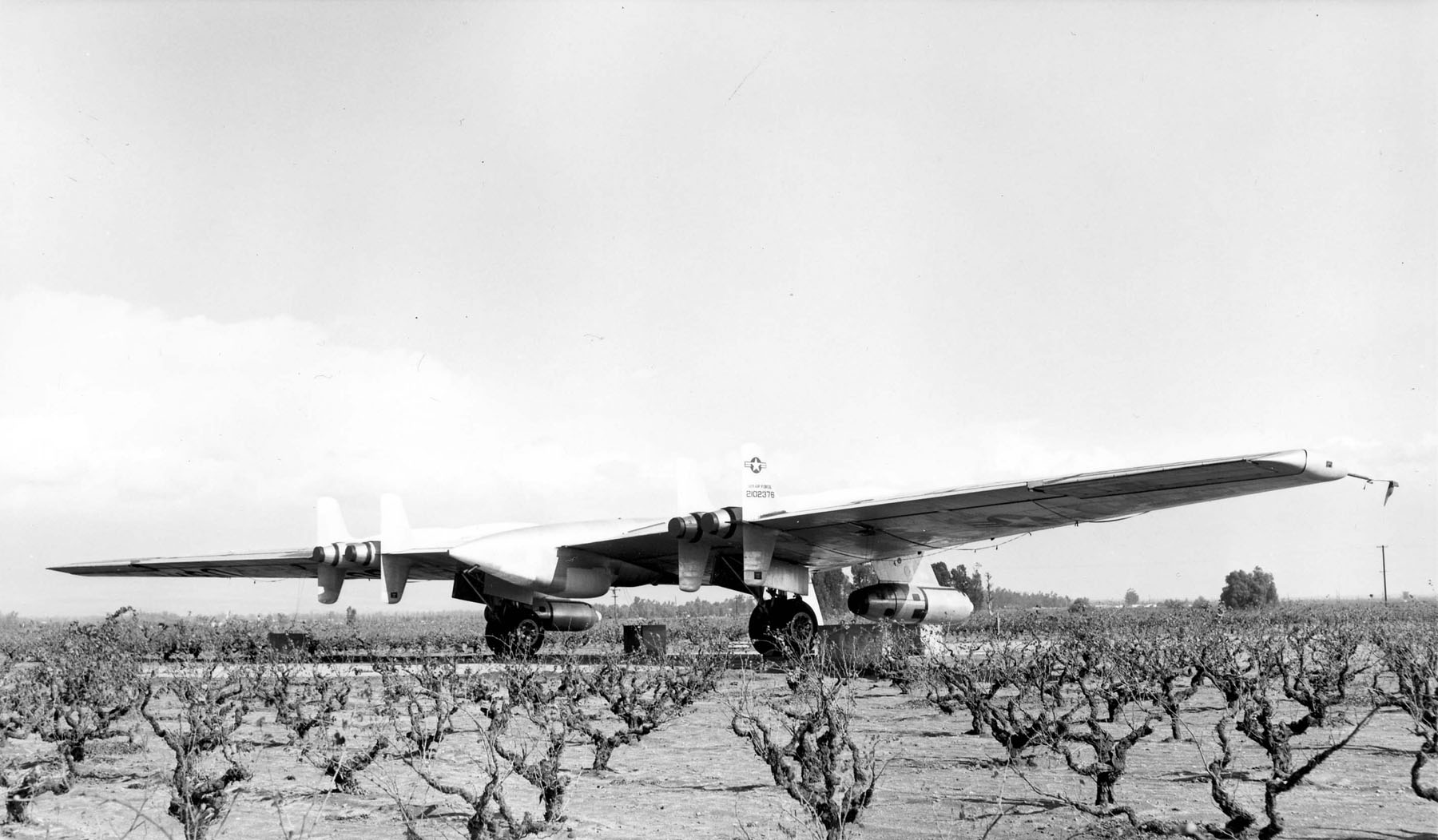
6개의 엔진을 갖춘 노스롭 YRB-49A, 2개는 외부에 장착되어 있다.

1948년 9월에 YRB-49A 1기가 완성되자, 미국 공군은 노스롭사에게 RB-49A 정찰 항공기의 대량 생산을 주문했다. RB-49A는 6개의 제트 엔진으로 구동되었다. 6개의 엔진중 2개는 날개 포드 아래에 외부 장착되었는데, 이는 전익기의 매끄럽고 공기역학적인 선형을 파괴했지만, 추가적인 연료를 휴대할 수 있어서 정찰 범위를 확대할 수 있었다.
YRB-49A 정찰 플랫폼 시제기는 1950년 3월 4일 첫 비행을 했다. YRB-49A에 대해서는 1950년을 통해 시험 비행이 계속되었지만, 폭격기로서의 각종 문제나 엔진과 내부 격실의 화재 등으로 골치를 썩였다. 1950년 3월 15일에는 계획 중지를 선고받았다. 겨우 13번을 비행한 후, 1951년 4월 26일 시험은 중단되었다. 공군 시험 비행을 하는 조종사 로버트 카데나스 소령이 작성한 보고서에서 YB-49 기체가 매우 불안정하다고 보고되었던 것이 계획 중지의 중요한 원인이었다. 계획 중지를 선고받은 후에, 우연히도 시험 제작기는 사고와 더불어 계속되는 화재에 의해 모두 소실되었다. 마지막으로 1953년 12월 1일 모든 계획이 완전히 취소되고, 잔존하고 있던 기체도 모두 파기, 해체하도록 지시되었다.
B-35·B-49의 양계획 중지에 관해서 음모라고 하는 설(음모론)이 오랜 세월에 걸쳐서 주창되고 있다. 음모론을 주장하는 사람들은 당시 프로젝트를 담당하고 있었던 미국 공군장관 스튜어트 시밍턴이 노스롭사의 사장인 잭 노스롭에게 정부의 영향하에 있는 컨베어사와 노스롭사의 합병을 강요하려고 했다고 주장한다. 게다가 노스롭이 강제적인 합병을 거절했을 때 시밍턴 장관은 계획 중지를 준비했다고 한다. 노스롭의 사망 직전인 1979년, 텔레비전 인터뷰를 받은 노스롭은 그간의 긴 침묵을 깨고 스튜어트 시밍턴이 제안한 컨베어와의 합병 요구가 "노스롭에게는 전적으로 불공평"했기 때문에 합병에 동의하지 않아서 모든 전익기 계약이 취소되었다고 공개적으로 발언하였다. 게다가 1949년에 열린 컨베어의 부정 경쟁 의혹에 대한 의회 공청회에서, 노스롭은 보복을 무서워했기 때문에 시밍턴을 감싸 허위의 증언을 했다고도 말했다. 한편 시밍턴 측은 이러한 설은 완전히 사실 무근이라고 일관해서 주장하고 있다.
이러한 음모론에 대해서 비판적인 사람은 노스롭의 시제기가 많은 성능상 문제를 떠안고 있던 것은 물론, YB-49에는 당시 핵무기의 전략적 사용을 위해 필요한 핵무기의 운반 능력이 없었다고 하는 점도 계획 중지에 기여했던 것이라고 지적하고 있다. 게다가 YB-49가 중지된 후, 비슷한 시기에 노스롭이 요격기 F-89 스코피언을 입찰한 것도 음모론을 부정하는 것이라고 주장하고 있다.

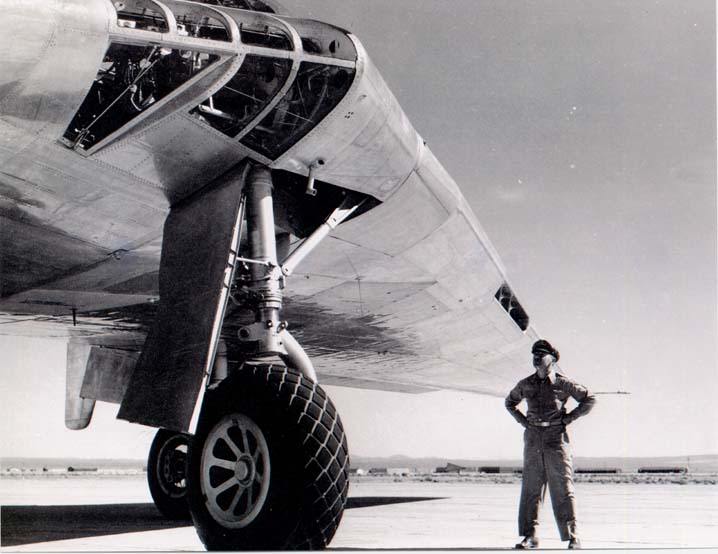
YB-49의 착륙 장치

전익기는 방향타가 없어서 인간의 힘만으로는 전익기를 정확히 조종하기 어렵기 때문에, 플라이 바이 와이어(FBW) 등을 사용하여 컴퓨터에 의한 조종 보조를 받을 수밖에 없는데, 당시의 기술력으로는 FBW를 이용할 수 없었기 때문에 비록 비행 특성이 양호했다 하더라도 실용화는 곤란했다고 하는 견해도 있다.
잭 노스롭은 1930년대부터 전익기의 개발에 힘을 쏟았으며, 전익기의 실용화는 그의 평생의 숙원이었다. 하지만, YB-49의 개발 중지에 의해서 그의 평생의 숙원은 이루어지지 못하는 듯했다.
30년 후인 1980년 4월, 이제는 꽤 늙은 데다 휠체어까지 타고 다니는 잭 노스롭은, 그가 설립했던 회사로 모셔졌다. 거기서 그는 특별한 곳으로 안내되었고, B-2A라고 알려진 공군의 고등 기술 폭격기 모형을 보았다. 그것은 매끄러운 전익기였다. 스텔스 기능과 전익기 설계의 B-2를 보면서 잭 노스롭은 "왜 신이 나를 지난 25년 동안 살려주셨는지 이유를 알겠다."라고 말하며 눈물을 흘렸다고 한다. 얼마 뒤, 잭 노스롭은 미국 항공기 분야의 개척자 중 한사람으로서의 긴 생을 마감했다.

## 대중 문화
조지 팔의 고전 영화 우주전쟁(1953년)에서 미래 모습의 YB-49가 등장한다.
영화 속에서, 전익기는 침입한 화성인에게 핵폭탄을 투하하는 임무를 띠고 있었다.

## 제원(YB-49)

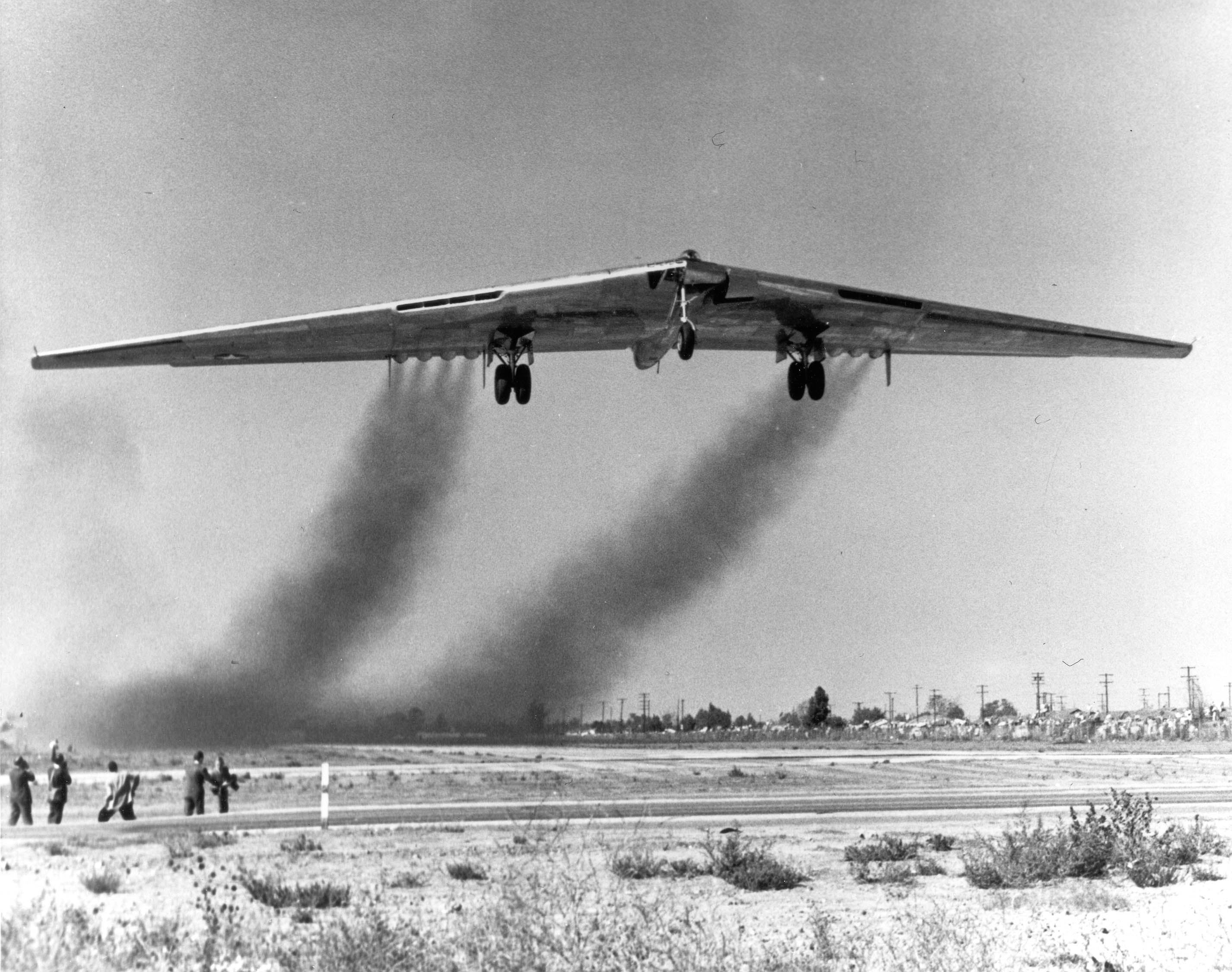
YB-49가 최초로 비행하고 있다.

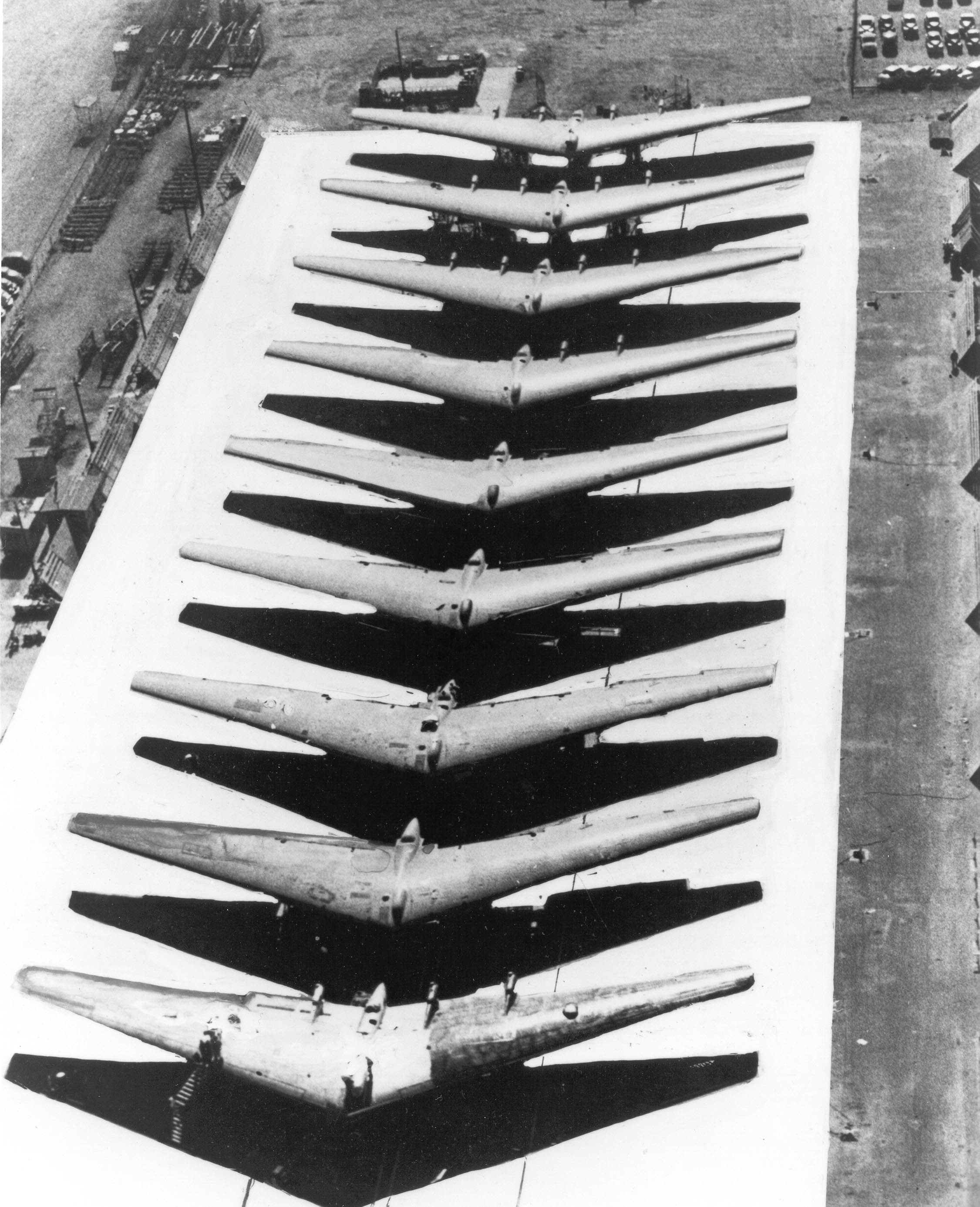
부분적으로 완성된 YB-35B 동체가 YRB-49A로 개조되기 위해 줄지어 있다.

정보의 출처: Air Force Fact Sheet
일반 특성
- 승무원: 7명
- 길이: 53 ft 1 in (16.0 m)
- 날개폭: 172 ft 0 in (52.4 m)
- 높이: 20 ft 3 in (6.2 m)
- 날개면적: 4,000 ft² (371.6 m²)
- 날개꼴: NACA 65-019 root, NACA 65-018 tip
- 공허중량: 88,442 lb (40,116 kg)
- 탑재중량: 133,559 lb (60,581 kg)
- 최대이륙중량: 193,938 lb (87,969 kg)
- 엔진: 8 (6 J35-A-19 on the YRB-49A)× 앨리슨/제너럴 일렉트릭 J35-A-5 터보제트, 4,000 (5,000 for J35-A-19) lbf (17 kN) 각각

성능
- 최대속도: 495 mph (793 km/h)
- 항속거리: 9,978 mi (16,057 km) 최대[3]
- 전투행동반경: 1,615 mi (2,599 km)
- 상승한도: 45,700 ft (13,900 m)
- 상승률: 3,758 ft/min (19.1 m/s)
- 날개하중: 33 lb/ft² (163 kg/m²)
- 추력대중량비: 0.23

무장
- 기관포: 4 × .50 in (12.7 mm) 기관총
- 폭탄: 32,000 lb (14,500 kg)

## 같이 보기
관련 개발
- 노스롭 N1M
- 노스롭 N9M
- 노스롭 YB-35
- B-2 스피릿

유사 항공기
- 호르텐 Ho 229

## 참고
주석
1. ↑  Wooldridge, E.T. "The Northrop bombers." 보관됨 2010-06-12 - 웨이백 머신 Century of Flight, 2003.
2. ↑  "Fact sheet: Northrop YRB-49A." 보관됨 2007-11-12 - 웨이백 머신 National Museum of the United States Air Force.
3. ↑   Winchester 2005, p. 193.

문헌
- Coleman, Ted. Jack Northrop and the Flying Wing: The Real Story Behind the Stealth Bomber. New York: Paragon House, 1988. ISBN 1-55778-079-X.
- Donald, David, editor. "Northrop Flying Wings". Encyclopedia of World Aircraft. Etobicoke, Ontario: Prospero Books, 1997. ISBN 1-85605-375-X.
- Maloney, Edward T. Northrop Flying Wings. Corona del Mar, California: World War II Publications, 1988. ISBN 0-915464-00-4.
- O'Leary, Michael. "Wings of Northrop, Conclusion". Air Classics, Volume 44, Number 3, March 2008, Challenge Publications, Inc. ISSN 0002-2241. (Heavily illustrated, authoritative YB-49 article)
- Pape, Garry and John Campbell. Northrop Flying Wings: A History of Jack Northrop's Visionary Aircraft. Atglen, PA: Schiffer Publishing, Ltd., 1995. ISBN 0-88740-689-0.
- Winchester, Jim. "Northrop XB-35/YB-49" Concept Aircraft: Prototypes, X-Planes and Experimental Aircraft. Kent, UK: Grange Books plc., 2005. ISBN 1-84013-309-2 {{isbn}}의 변수 오류: 유효하지 않은 ISBN..
- Wooldridge, E. T. Winged Wonders: The Story of the Flying Wings. Washington, D.C.: Smithsonian Institution Press, 1983. ISBN 0-87474-966-2.